# Syngamilyta
Syngamilyta és un gènere d'arnes de la família Crambidae descrit per Embrik Strand el 1920.

## Taxonomia
- Syngamilyta apicolor (Druce, 1902)
- Syngamilyta nympha Munroe, 1960
- Syngamilyta pehlkei (E. Hering, 1906)
- Syngamilyta pretiosalis (Schaus, 1912)
- Syngamilyta samarialis (Druce, 1899)